# Tana Kaleya
Tana Kaleya (Breslavia, 26 de febrero de 1939-Carcasona, 9 de diciembre de 2015) fue una fotógrafa, artista y cineasta polaca, reconocida por sus obras de desnudos, entre las que incluyó a personalidades del mundo de las artes de las décadas de 1970 y 1980.

## Biografía

### Primeros años
Kaleya nació en Breslavia durante los albores de la Segunda Guerra Mundial, en 1939. Como muchos de los niños de la época, fue internada en un convento católico como medida de prevención ante los constantes bombardeos. Cuando finalizó la guerra fue enviada a Berlín a vivir con algunos familiares.

### Carrera
Más tarde se trasladó a París, donde empezó a escribir una novela y más tarde se convirtió en fotógrafa. En esa ciudad conoció a la artista argentina Leonor Fini, quien le inculcó el arte de la pintura.
En 1975 publicó la monografía Hommes, en la que fotografió, entre otros, a Frédéric Mitterrand, Rudolf Nuréyev y Terence Stamp. Tras regresar a Francia de un viaje a la India, dirigió la película erótica de 1983 Femmes, protagonizada por Alexandra Stewart y Helmut Berger. Femmes se convertiría en su única experiencia como cineasta. Dedicada de lleno a la fotografía, sus exhibiciones gozaron de cierta popularidad en Europa durante la década de 1980.
En 2005, Kaleya sufrió un derrame cerebral que casi la priva de su voz. En 2016 sufrió un segundo accidente cerebrovascular que le terminó ocasionando la muerte.